# 七裂薄叶槭
七裂薄叶槭（学名：Acer tenellum var. septemlobum）为槭树科槭属下的一个变种。分布在中国大陆的四川等地，生长于海拔1,400米至1,700米的地区，常生长在疏林中，目前尚未由人工引种栽培。

## 扩展阅读
- 維基物種上的相關：七裂薄叶槭